# Jack Deveraux
Jack Deveraux is een personage uit de soapserie Days of our Lives. De rol werd al door vijf verschillende acteurs gespeeld, maar degene die het meest bekend is voor de rol is Matthew Ashford die de rol van 1987 tot 1993 vertolkte en opnieuw van 2001 tot 2006, met nog een gastoptreden in 2007. Zijn personage veranderde door de jaren heen, in het begin was hij de slechterik en later werd hij een goede. Hij probeerde eerst het supperkoppel Steve en Kayla uit elkaar te halen, maar daar slaagde hij niet in en later vormde hij zelf de ene helft van het superkoppel Jack en Jennifer Horton.

## Personagebeschrijving

### De slechte Jack
Jack kwam in 1987 naar Salem, waar hij ontdekte dat hij leed aan de ziekte van Hodgkin. Hij is de zoon van senator Harper Deveraux en Anjelica Deveraux. De reden dat Jack naar Salem kwam as om Kayla Brady te zoeken, waar hij enkele jaren geleden verliefd op geworden was in Hawaï. Kayla was echter verliefd op Steve Johnson. Steve ontdekte dat Jack eigenlijk zijn broer Billy was, die jaren geleden verdwenen was. Jacks moeder Jo Johnson en zuster Adrienne Johnson woonden ook in Salem. Hun vader Duke Johnson was een gewelddadig man en nadat hij zijn dochter Adrienne verkracht had, schoot zij hem dood. Steve wees Kayla af zodat zij met Jack zou trouwen zodat hij de wil kreeg om tegen zijn ziekte te vechten. Kayla was niet verliefd op Jack, maar gaf wel om hem en stemde met Jacks huwelijksaanzoek in. Vanwege haar liefde voor Steve wilde Kayla het huwelijk echter niet consummeren en zocht telkens excuses. Jack vreesde dat Kayla nooit van hem zou houden en bood haar zelfs een scheiding aan, maar die weigerde ze.
Harper begon Kayla te vergiftigen omdat hij dacht dat ze ontdekt had dat Jack geadopteerd was. Steve nam haar mee uit het Deveraux huis maar Kayla weigerde te geloven dat iemand haar wilde vergiftigen. Ze liep weg en werd bewusteloos teruggevonden door Melissa Jannings, die meteen verdacht werd tot poging tot moord. Kayla vroeg aan Steve waarom hij haar ontvoerde terwijl het er op leek dat hij niet om haar gaf en toen gaf hij toe dat Jack zijn broer was en dat hij hem een kans wou geven. Kayla en Steve begonnen een verhouding en zij wilde scheiden van Jack, maar Steve en Jo probeerden haar te overtuigen dit niet te doen tot na de verkiezingen omdat Jack heel wat stemmen zou verliezen bij een scheiding. Kayla ging akkoord en bleef bij Jack excuses zoeken om niet met hem naar bed te gaan.
Jack hoopte dat het nieuwe jaar beterschap zou brengen en kocht een jurk voor Kayla, zij liet hem echter zitten om bij Steve te zijn. Een journalist maakte stiekem foto’s van het paar. Twee weken later won Jack de verkiezingen en de journalist confronteerde hem met de foto’s van Kayla en Steve. Het was duidelijk dat ze een verhouding hadden en aan de jurk te zien was dit op oudejaarsavond gebeurd. Jack was woedend en confronteerde Kayla toen ze thuiskwam. Toen ze niet kon ontkennen dat de foto’s tijdens hun huwelijk genomen werden, verkrachtte hij haar en zei haar dat hij nam wat rechtmatig van hem was.
Jack kreeg een enorm schuldgevoel om wat hij Kayla had aangedaan, maar was evenzeer nog kwaad. Hij weigerde te scheiden en huurde iemand in om Steve in elkaar te slaan. Nadat Kayla aan Steve bekend had dat Jack haar verkracht had, maakten de heren ruzie op een dak en Jack viel hiervan af. In het ziekenhuis werd duidelijk dat zijn nier beschadigd was en hij had een transplantatie nodig. Steves moeder Jo vroeg aan hem om zijn nier aan zijn broer af te staan. Jack weigerde aanvankelijk, maar Mike Horton kon hem overtuigen om deze toch aan te nemen. Dit veranderde Jacks mening over Steve echter niets. Kayla had er genoeg van en vroeg de scheiding aan en klaagde Jack aan wegens vekrachting. Kayla vroeg de scheiding aan en klaagde Jack aan voor verkrachting maar door zijn connecties bleef hij buiten schot.
Jack wilde Steve pesten door samen met Adrienne op zoek te gaan naar Billy, in de hoop dat Billy zijn broer zou haten omdat die bij zijn familie gebleven was. Jo had Billy en Steve in een weeshuis ondergebracht omdat ze er zeker van was dat Duke de kinderen zou vermoorden. Billy werd geadopteerd, maar Steve groeide op in het weeshuis en werd later met zijn familie verenigd.
Toen Jack inbrak in het appartement van Steve ontdekte hij een babyfoto van zichzelf en kwam tot de conclusie dat hij Billy was. Kort daarna bleek zijn adoptievader Harper de Riverfront knifer te zijn, die prostitués vermoordde omdat ze hem aan Kayla deden denken, die hij haatte om wat ze met Jack gedaan had.
Na de scheiding met Kayla trouwde ze al snel met Steve. Jack begon nu een relatie met Melissa Anderson, die door haar liefde voor Jack blind was voor al zijn vroegere fouten. De twee verloofden zich, maar toen Melissa in de gaten kreeg dat Jack haar enkel gebruikte voor zijn politieke carrière liet ze hem voor het altaar staan en ging ze weg uit Salem.
Jack zat nu aan de grond, hij was niet wie hij dacht dat hij was, werd vernederd voor de hele stad en zijn adoptievader was een seriemoordenaar.
Jack kon zijn haat jegens Steve niet laten varen en verweet het zijn biologische moeder ook dat ze hem had opgegeven. Hij bleef Steve en Kayla dwarszitten, al was het minder erg dan voorheen. Uiteindelijk gaf hij het op om hen te pesten en begon nu aan een transformatie.

### Jack verandert zijn leven
Uiteindelijk nam Jack verantwoordelijkheid voor de dingen die hij gedaan had en integreerde zich in de familie Johnson, voornamelijk door zijn moeders toewijding.
Jack was samen met Diana Colville mede-eigenaar van de krant Salem Spectator en begon te werken met de stagiaire Jennifer Horton. Jack had de aandelen in de krant gekocht om te voorkomen dat er een artikel in zou verschijnen over het dumpen van giftig afval in de rivier, en toen ontdekte hij dat hij graag voor de krant werkte.
Jennifer was een nicht van Melissa en gezien het verleden van Jack was ze niet echt op hem gesteld. Ze kregen een band toen Jennifer een zwangere dakloze moeder hielp die naar de gevangenis moest. Jennifer zorgde voor haar pasgeboren baby. Jack was tot Jennifer aangetrokken en probeerde haar relatie met Emilio Ramirez te verstoren. Jennifer was niet verliefd op Jack vanwege zijn verleden, maar werd wel geïntrigeerd door hem en bracht veel tijd met hem door.
Nadat Marina Toscano, de dood gewaande vrouw van Steve, naar Salem gekomen was, wilde hij Steve en Kayla helpen om goed te maken dat hij hen vroeger uit elkaar probeerde te houden. Steve en Kayla vertrouwden Jack echter niet. Jack ging op zoek naar een sleutel die Marina en haar zus Isabella Toscano wanhopig probeerden te vinden. Jack had Isabella uit de Bay View Sanitarium gered en zij vertrouwde hem volledig. Isabella en Jack werden goede vrienden en ze hielp hem om een beter persoon te worden. Steve en Kayla begonnen langzaam te geloven dat Jack veranderd was.
Jennifer begon in te zien dat ze van Jack hield en dat iedereen een verkeerd beeld van hem had. Jack duwde Jennifer van zich weg toen hij besefte dat de jacht op de sleutel gevaarlijk was. Hij vreesde ook dat hij Jennifer zou kwetsen zoals Kayla en Melissa.
Victor Kiriakis was ook op zoek naar de sleutel en ontvoerde Kayla. Steve liet het uiteindelijk toe dat Jack hem hielp om Kala te redden en toen ze dit gedaan hadden begonnen zee en goede relatie te hebben als broers. Steve vroeg Jack zelfs als getuige toen hij hertrouwde met Kayla, aangezien zijn eerste huwelijk ongeldig was toen Marina weer opdook. Kayla ging hiermee akkoord en Jack was aangenaam verrast en diep geraakt door dit gebaar. Het huwelijk ging echter niet door toen Kayla werd gearresteerd voor de moord op Marina. Jack deed er alles aan om te bewijzen dat Kayla onschuldig was. Uiteindelijk bleek Isabella de dader te zijn.
Jack en Jennifer gingen mee op cruise in 1990 waar uitkwam dat Isabella Toscano de dochter was van Victor Kiriakis. Ernesto Toscano had zijn vrouw Loretta vermoord toen hij ontdekte dat ze ontrouw was geweest met Victor en hij wilde iedereen aan boord van de cruise ombrengen. Hier slaagde hij niet in en ze belandden allen op een eiland. Jennifer kon Jack eindelijk overtuigen dat hun liefde zin had en dat ze hem vertrouwde. Ze consumeerden hun liefde op het eiland. Jack dacht wel dat hij zou eindigen als Harper of Duke en de verkrachting van Kayla was zijn bewijs hiervoor. Nadat Steve en Shane Donovan hen van het eiland gered hadden, was hij nog steeds terughoudend over een relatie. Hope Williams en Ernesto overleefden het avontuur niet, al zou Hope vier jaar later weer opduiken.
Op de derde bruiloft van Steve en Kayla was Jack getuige en hij doodde per ongeluk Harper die Steve wilde vermoorden. Jack duwde Jennifer opnieuw weg en zij kreeg er uiteindelijk genoeg van. Jennifer probeerde nu Lawrence Alamain ervan te overtuigen dat ze zijn voorbestemde bruid Katerina Von Leuschner was, Jennifers vriendin van op de kostschool die ze kende onder de naam Carly Manning. Jack vreesde dat Lawrence niets goeds in de zin had en zei tegen Jennifer dat hij van haar hield. Jennifer aanvaardde zijn excuses maar wilde wel doorgaan met haar plan.
Steve werd vermoord door Lawrence en Jack was hier heel door aangedaan omdat hij eindelijk een goede relatie had met zijn broer. Jack en Kayla kregen nu een band door hun rouw, maar Jack was vastbesloten om Jennifer te redden. Lawrence chanteerde Jennifer om met hem te trouwen door te zeggen dat haar ex-vriend Frankie Brady, de jongere broer van Carly door hem gevangen gehouden werd. Lawrence wist dat Jennifer Katarina niet was omdat hij haar ontmoet had jaren geleden. Jennifer en Lawrence trouwden en Jack werd opgesloten. Lawrence verkrachtte Jennifer en toen Jack ontsnapte was het te laat. Jennifer was getraumatiseerd door de verkrachting maar zei niets tegen Jack aangezien hij zelf ook ooit iemand verkracht had. Ze zei hem dat ze nu getrouwd was en haar huwelijk een kans wilde geven. Hulp was onderweg in de vorm van Shane, Bo, Carly, Kayla en Julie die ofwel bewijs wilden vinden over de dood van Steve ofwel om Jennifer en haar grootmoeder Alice te redden. Jack slaagde erin om Jennifer te overtuigen met hem te ontsnappen.
Lawrence liet een bom afgaan toen iedereen probeerde te ontsnappen onder de tunnels van zijn villa en ze kwamen bijna allemaal om het leven, maar werden op het laatste nippertje gered en ze keerden allen terug naar Salem. Alice steunde de relatie tussen Jack en Jennifer nu. Jack was er nu van overtuigd dat ondanks hij vroeger slechte dingen gedaan had hij nu wel gelukkig zou kunnen zijn met Jennifer.
Jennifer was echter getraumatiseerd door de verkrachting en duwde hem weg. Haar gedrag deed hem denken aan het gedrag van Kayla enkele dagen voor hij haar verkracht had en hij dacht dat ze verliefd was op Frankie. Nadat ze zijn aanbod om samen te wonen afgeslagen had en Frankie in huis genomen had als kamergenoot, was hij hier nog meer van overtuigd. Hij vroeg haar ten huwelijk en ze zei dat ze nog niet ja kon zeggen maar gaf uiteindelijk toe toen hij gekleed als de kerstman naar haar toe kwam.
Ze bleef echter moeite hebben als Jack te dicht bij kwam. Lawrence Alamain kwam nu naar Salem en was uit op wraak. Jennifer kreeg nu nog meer stress en Jack nam haar mee naar een chalet zodat ze zich kon ontspannen. Hij probeerde uit haar te sleuren wat er aan de hand was en toen ze niet inging op zijn verzoek probeerde hij haar te kussen zodat ze zich zou herinneren wat ze samen hadden. Ze kreeg het doodsbenauwd en kreeg een flashback van de verkrachting en maakte zich los van hem, sloeg hem en noemde hem een verkrachter. Ze excuseerde zich meteen, maar Jack wilde haar excuses niet horen. Jack dacht dat Jennifer altijd was blijven denken dat hij een verkrachter was en had een gebroken hart. Hij duwde Jennifer van zich weg en trouwde met Eve Donovan om zo haar erfenis te krijgen om zijn krant te redden. Jennifer gaf aan Jack toe dat ze verkracht was door Lawrence. Hij dacht eerst dat hij van haar weg moest lopen omdat hij wel het laatste was wat ze nodig had, maar dan besefte hij dat ze hem nodig had en dat hij haar moest steunen.
Kort daarna werd Lawrence veroordeeld voor de verkrachting. Jack en Jennifer trouwden in juli 1991. Jennifer werd zwanger en in oktober 1992 beviel ze van een dochter, Abigail (Abby). Het volgende jaar werd er een beenmergdepressie vastgesteld bij Abby. Jennifer ging samen met Austin Reed op zoek naar de milieuoorzaak van Abby’s ziekte en ze kwamen tot de constatatie dat het kwam omdat Jack in het verleden had toegestaan chemisch afval te dumpen in de buurt. Jack had zo een groot schuldgevoel dat hij Salem verliet, hoewel Abby herstellende was.

### Peter Blake
Jack kreeg een zenuwinzinking en ging vrijwillig naar de instelling The Meadows. In de instelling moest iedereen het verleden achter zich laten en schuilnamen aannemen om zo te genezen. Hij leerde een vrouw kennen van middelbare leeftijd, met wie hij bevriend werd. Hij probeerde zijn problemen te vergeten en begon een relatie met de vrouw, die niemand minder dan Laura Horton was. Laura is de moeder van Jennifer en zat al sinds eind jaren zeventig in een inrichting waardoor Jack haar nooit had gezien. Jack vond na een tijdje dat hij genezen was en dat hij kon terugkeren naar Salem om een man te zijn voor Jennifer en een vader voor Abby.
Toen hij terugkeerde was zijn familie niet zoals hij ze had achtergelaten. Jennifer had intussen een relatie met Peter Blake. Jack trok meteen terug bij Jennifer in en zei dat hij dit kon omdat het huis voor de helft van hem was. Jennifer verzekerde Peter dat ze op hem verliefd was en met hem zou trouwen. Peter nam Jennifer mee naar zijn vroegere thuisstad Aremid en vroeg haar daar ten huwelijk. Daar hoorden ze over de Witte Vrouw, een geest die de stad teisterde. Peter geloofde hier niet in, maar Jennifer hechtte er wel geloof aan. Jack kwam ook naar Aremid en werd bevriend met een jong meisje dat Sarah heette. Ze wist enkele dingen over de Witte Vrouw en wilde Jack helpen. In het oude huis van Blake vonden Peter en Jennifer een portret van de Witte Vrouw, die in werkelijkheid Rachel Blake, de moeder van Kristen en Peter was. 's Avonds maakte Jennifer de open haard aan en viel in slaap. De Witte Vrouw sloot het haardvuur af waardoor het huis zich met rook vulde. Peter en Jack konden Jennifer redden van de verstikkingsdood en Sarah zei dat de Witte Vrouw hiervoor verantwoordelijk was. Sarah was verliefd geworden op Jack en verkleedde zich zelfs als de Witte Vrouw om dichter bij hem te komen, maar ze werd door Peter ontmaskerd. Peter en Jennifer dachten dat Jack Sarah gebruikte om hen uit elkaar te halen en keerden terug naar Salem. Sarah zei tegen Jack dat er echt een Witte Vrouw was.
Bij zijn thuiskomst besloot Peter om zijn club, The Blue Moon, te verkopen zodat hij bij geen enkele louche zaak meer betrokken was. Peter had Jude St. Clair de zaken laten waarnemen in zijn afwezigheid en wilde de zaak aan hem verkopen, maar hij had eerst nog een taak voor hem. Hij moest Jack onderzoeken en iets smerigs over hem te weten komen. Jude ontdekte dat Jack een affaire had met Laura toen ze in een instelling zaten en elkaar onder valse namen leerden kennen. Peter regelde het zo dat Jack Laura ging troosten en dat Jennifer hen zou aantreffen als ze aan het kussen waren. Jennifer was er kapot van om te horen dat haar moeder niet alleen verliefd was op Jack, maar ook intiem geweest was met hem. Peter ontmoette Jude opnieuw in Aremid om hem het mandaat te geven van de Blue Moon. Jude liet dit vallen nabij het paviljoen waar Peter en Jennifer gingen trouwen. Jack vond het en zag Peters naam hierop staan. Jude had echter gemerkt dat hij het mandaat kwijt was en zag dat Jack het gevonden had. Hij sloeg hem neer, nam het mandaat af en vluchtte. Het paviljoen vatte vuur en Peter kon Jack redden. Jack werd beschuldigd van brandstichting en werd naar de gevangenis gestuurd, maar werd later vrijgelaten toen het bleek dat het om een ongeluk ging.
Terwijl Jack in de gevangenis zat trouwden Peter en Jennifer op 21 november 1995. Na de trouw werd Tony DiMera dood teruggevonden en iedereen dacht dat John Black hem vermoord had. Jack en Jen waren ervan overtuigd dat John onschuldig was en toen Jude St. Clair Hope Williams aanviel in Aremid dachten ze dat hij weleens de dader zou kunnen zijn. Jack en Jennifer keerden terug naar Salem en gingen undercover naar de Blue Moon. Net op het moment dat ze bewijs gingen vinden dat Peter aan Jude linkte hield de politie een razzia. Peter kon verhinderen dat het bewijs bekend werd en sprak met Jude af om hem geld aan te bieden van zijn rekening op de Kaaimaneilanden om het land te verlaten. Peter ontdekte dat Jack en Jennifer naar de Kaaimaneilanden gegaan waren om meer te weten te komen over de bankrekening. Peter slaagde erin om zijn naam te laten wissen van de rekening en zorgde ervoor dat Jack en Jennifer terug naar Salem kwamen.
Op het proces van John Black was Peter openbare aanklager en hij riep Kristen op als getuige en liet haar een verklaring afleggen waarin ze zei dat ze ervan overtuigd was dat John haar man had vermoord. John werd ter dood veroordeeld omdat Stefano de jury had omgekocht. De doodstraf zou meteen voltrokken worden.
Op de avond van Johns executie dineerde Stefano met Marlena. Zij vond het dagboek van Tony en ontdekte dat John onschuldig was. Ze gaf dit aan de Witte Vrouw. Op de weg naar de rechtbank raakte ze het dagboek kwijt, maar Jack Deveraux vond dit en bracht het naar de rechtbank, John vrijgelaten.
Hope was intussen ontvoerd en Bo Brady besloot om nog een laatste keer op zoek te gaan naar de vermiste Hope in de bergen van Aremid. Hij ging op zoek met de helikopter en toen Hope deze hoorde maakte ze een brandje in de chalet waarin ze vastgehouden werd door Jude. Bo ging op zoek naar de chalet maar kon deze niet vinden door een sneeuwstorm. Jennifer, Peter, Jack en Mike gingen op zoek naar Bo en vonden hem uiteindelijk. Bo was ziek maar ging verder op zoek naar Hope, die inmiddels kon ontsnappen. Jude daagde op en schoot Bo in de arm. Peter en Jack kwamen ook ter plaatse en Jack zag dat Peter Jude in koelen bloede neerschoot. Peter beweerde dat hij zichzelf en de anderen verdedigde en iedereen geloofde dit verhaaltje. Ze keerden allen terug naar Salem.
Peter en Jennifer gingen naar Parijs toen ze vernamen dat er een explosie geweest was waarbij Stefano en Rachel omgekomen waren. Jack ging ook naar Parijs om zijn vrienden te helpen. Jack en Jennifer begaven zich in de ondergrondse tunnels waar Stefano zich verscholen had. Jack vond een paar boeken waar Peters naam in stond en op dat moment liet Peter een bom afgaan om alle bewijzen te vernietigen. Jack en Jennifer konden op het nippertje aan de dood ontsnappen. Toen Jack Daniel Scott in Parijs zag zorgde hij ervoor dat hij een pokerspel met hem speelde. Daniel kon zijn schulden niet betalen en Jack betaalde deze in zijn plaats in ruil voor informatie over Peter. Daniel bekende en Jack vertelde dit alles aan Jennifer, die hem echter niet geloofde. Maar dan vertelde Laura ook wat zij wist over Peter.
Stefano was niet dood en keerde terug naar Salem waar hij zich aan Peter bekendmaakte. Hij hoorde over de problemen die Peter en Jennifer hadden en beloofde hem te helpen. Peter haalde Daniel Scott terug naar Salem en verplichtte hem om aan Jennifer te zeggen dat Jack alles verzonnen had en dat hij die leugens aan Jack vertelde omdat hij het geld nodig had om zijn schulden te betalen. Later zag Jennifer Peter en Daniel praten op Salem Place, toen hij alleen was probeerde ze de waarheid te ontdekken, maar hij zei niets. Dan misleidde Jennifer hem door te zeggen dat ze van alles op de hoogte was en dat ze hem nu aan het testen was of hij iets zou zeggen. Daniel trapte erin en vertelde haar alles, ook over de vergiftigde verf in het kantoor van Laura. Jennifer ging naar huis en gooide Peter het huis uit. Jack was van plan om Salem te verlaten, maar hij dacht dat Jennifer en Abby nu in gevaar waren. Op advies van Stefano maakte Peter plannen om Jennifer te ontvoeren.
Jack ontdekte dit en vertelde dit aan de politie, die echter niets konden doen. Jack kocht een geweer en ging naar het huis van Jennifer, waar Peter nu ook was. Jack en Peter begonnen te vechten en toen ging het geweer van Jack af. Peter werd naar het ziekenhuis gebracht waar hij overleed. Jack werd gearresteerd, maar Jennifer betaalde zijn borgsom. Salem kwam samen voor de begrafenis van Peter en na de begrafenis zach Laura dat Kristen haar buik tegoei aan het steken was en zag dus dat ze niet echt zwanger was. Laura rende de kerk binnen om dit aan Marlena te vertellen, maar kwam dan oog in oog te staan met Stefano en Peter. Stefano onthulde dat het lichaam in de kist dat van Daniel Scott was en dat hij een latex masker droeg waardoor hij op Peter leek. Stefano nam Laura mee en wilde haar mee het land uitnemen, maar Kristen en Peter vroegen of er geen andere manier was. Dan liet Stefano een van zijn wetenschappers het geheugen van Laura van de laatste dagen wissen en liet haar op een bank in Salem achter en vluchtte samen met Peter de stad uit. Jack belandde in de gevangenis.
Na een aantal maanden ontsnapte Jack uit de gevangenis en sloeg op de vlucht samen met Jennifer. Ze werden bedreigd door Trent Davis die door Peter betaald werd, maar Trent kwam om het leven. Jack en Jennifer gingen terug naar Salem, net als Peter die intussen aan de ziekte junglegekte leed waardoor hij langzaam gek werd. Ze brachten Kerstmis met hun familie door, maar Jack besloot nu om achter Peter aan te gaan toen Laura zich kon herinneren dat Peter nog in leven was. Laura gaf hem een auto en hij vertrok, Peter volgde hem. Jennifer en Abby hielden zich echter verborgen in de auto van Jack. Het drietal belandde in een louche hotel, waar ook Peter aankwam. Hij informeerde de FBI, die op zoek was naar Jack, maar hij kon ontsnappen. De FBI kon wel Peter vinden, maar tijdens een aanval van de junglegekte viel hij de agent aan en ontsnapte.
Jack en Jennifer sloten zich aan bij een circus toen ze op de vlucht waren. Jack biechtte zijn problemen op aan eigenaar Jasper Ward, die het begreep en Jack een job in het circus. Jennifer en Abby werkten ook mee in het circus. Peter ging terug naar het huis van DiMera en Stefano hielp hem om Jennifer te vinden en een tegengif te krijgen voor de junglegekte. Stefano dacht dat Laura wel zou weten waar ze waren en besloot om haar af te luisteren. Laura, Maggie en Celeste gingen naar een kuuroord waar Peter zichzelf vermomde als masseur en het afluisterapparaatje op Laura bevestigde. Tijdens een nieuwe aanval van junglegekte vermoordde hij haar bijna. Laura zette een val op voor Peter door hints te geven dat Jack en Jennifer in Dayton, Ohio waren. Kristen had dit gehoord en bracht Peter op de hoogte, die naar Dayton ging. Laura bracht nu ook de politie op de hoogte. Helaas bevonden Jack en Jennifer zich met het circus effectief in Datyon. Jasper hield Jack en Jennifer verborgen en Peter keerde terug naar Salem toen hij de politie gezien had. Het circus stond aan de rand van een faillissement en Jack overtuige Jasper om naar Salem te trekken.
Bij de aankomst in Salem stuurde Jack tickets van het circus naar Hope. Peter volgde Hope en viel haar aan, maar ze werd gered door Bo. Peter gaf opnieuw een tip aan de FBI die Jack deze keer wel arresteerde. Hij ontvoerde Jennifer en sloeg haar bewusteloos. Toen ze weer bijkwam kon ze ongemerkt ontsnappen in de auto van Jasper. Peter achtervolgde haar al snel. Jennifer kreeg een ongeluk en raakte van de weg met haar auto, die later ontplofte. Laura confronteerde Kristen en zwoer dat ze Peter zou vinden en hen beiden zou laten boeten. Daarna bezocht ze Jack in de gevangenis. Abe Carver kwam Jack vertellen dat er een vrouwenlijk werd gevonden in de auto waarmee Jennifer reed. Jack weigerde te geloven dat Jennifer dood was tot Abe hem een halsketting liet zien die ze nog van Peter gekregen had.
Jack en alle anderen in Salem moesten onder ogen zien dat Jennifer dood was en Jack werd uit de gevangenis gelaten om de begrafenis bij te wonen. Peter arriveerde met een geweer en begon te schieten. Dan verscheen Jennifers geest uit de kist. Ze overtuigde Peter om zichzelf aan te geven. Jack werd vrijgelaten en toen hij met Abby naar huis keerde vond hij Jennifer. Ze legde uit dat haar dood en verrijzenis geveinsd werden door de circusmensen om Peter erin te luizen. Peter belandde in de gevangenis, maar werd wel nog genezen van zijn junglegekte door Stefano. Peter vroeg of hij hem kon helpen om te ontsnappen, maar Stefano zei dat hij dat niet kon omdat het zijn nieuwe reputatie van gerespecteerde burger zou schaden. Een tijdje later gingen ze tijdens de zomervakantie naar Afrika om Jennifers vader Bill te gaan bezoeken, maar ze keerden niet meer terug.

### Breuk en hereniging
In Afrika liep het mis tussen Jennifer en Jack en zij vond hem egoïstisch en een slechte vader voor Abby. Jack probeerde geld te verdienen en was soms weken weg. Op een dag had Jennifer er genoeg van en pakte haar valiezen en verhuisde met Abby naar Ierland. (dit alles werd niet op het scherm getoond, maar kwam later aan het licht). In Ierland hielp Jennifer om Bo Brady te helpen ontsnappen en zo keerde ze terug naar Salem.
Een aantal maanden later kreeg Jack een tip van Jennifers grootmoeder Alice Horton dat Jennifer in Parijs was voor de kroning van prinses Greta Von Amberg. Jack, die op dat moment in Italië was, ging ook naar Parijs en verraste Jennifer op de kroning. Daar kregen ze een klinkende ruzie en Jennifer verweet hem dat hij nog niet volwassen was en hij verweet haar dat ze zonder iets te zeggen met Abby verdwenen was. Uiteindelijk besloten ze om hun problemen op een rationale manier te bespreken. Jack keerde mee terug naar Salem om samen een regeling te treffen over het hoederecht. Jack had echter meer in gedachten en aangezien geen van hen een eigen woning had stelde hij voor om met z’n drieën samen te wonen zodat Abby bij haar ouders woonde. Jennifer was hiertegen maar gaf uiteindelijk toch toe, ze kregen wel vaak ruzie. Nadat Jennifer bijna om het leven gekomen was toen een brug ontplofte waarbij haar auto bijna in de rivier viel, redde Jack haar van een wisse dood. De Maxi-Cosi waarin het zoontje van haar nicht Hope zat, viel wel in de rivier en iedereen waande de baby dood. Jack troostte Jennifer en zij dacht nu dat hij misschien echt veranderd was.
Jack was intussen bevriend geworden met prinses Greta en gebruikte haar om Jennifer jaloers te maken, maar Jennifer had dit meteen in de gaten. Zelf begon ze te daten met Brandon Walker en hierdoor was hij vastberaden om met zijn plan door te gaan. Het plan liep echter mis toen Greta gevoelens kreeg voor Jack. Aangezien zijn hart bij Jennifer lag probeerde hij Greta zachtjes af te wijzen, maar toen ze hoorde dat ze opnieuw afgewezen werd, na gedumpt te zijn door Eric Brady en Austin Reed, begon ze te wenen. Jack wilde haar gevoelens sparen en vertelde aan Greta dat hij haar niet liet vallen voor een andere vrouw, maar dat hij homoseksueel was en tot geen enkele vrouw aangetrokken was. De volgende maanden waren erg hectisch voor Jack die Jennifer probeerde te doen geloven dat hij een relatie had met Greta terwijl hij Greta ervan overtuigde dat hij homo was. De waarheid kwam dan toch aan het licht en Jennifer was woedend dat hij zowel haar als Greta om de tuin geleid had. Jennifer bedacht een plan om Jack te verleiden in de douche om hem zo te betrappen op zijn leugen. Het liep echter mis toen Jennifer niet kon weerstaan aan Jack. Jack voelde zich schuldig omdat hij iedereen misleid had en omdat hij wist dat Jennifer die avond iets te veel gedronken had stopte hij net voor ze seks zouden hebben. Tot haar eigen verbazing was Jennifer teleurgesteld dat er niets gebeurd was tussen haar en Jack en was verward.
Kort hierna ontdekte Greta dat Jack hetero was en verliet Salem in woede. De relatie tussen Jennifer en Brandon was inmiddels dood gebloed en Jennifer sprak nu met Colin Murphy af, een mysterieuze Ier die ze in Afrika had leren kennen en die ze later in Ierland was gaan bezoeken, waar hij haar afgewezen had. Jennifer ontdekte dat ze haarzelf voor de gek aan het houden was en dat haar echte liefde Jack was en ze wilde de relatie met Colin verbreken. Hij wilde echter van geen breuk weten en bedreigde Jack met zijn leven als Jennifer niet met hem zou slapen. Jennifer had geen enkele keuze en ging met hem naar bad. Enkele dagen later werd Colin vermoord en Jack en Jennifer verdachten elkaar van de moord. Jack gaf zichzelfs aan zodat men Jennifer niet zou verdenken. De moordenaar bleek geen van hen te zijn en ze konden nu eindelijk terug bij elkaar zijn. In mei 2003 hertrouwden ze.